# زیگمارینگندورف
زیگمارینگندورف (به آلمانی: Sigmaringendorf) یک شهر در آلمان است که در زیگمارینگن واقع شده‌است. زیگمارینگندورف ۳٬۷۷۱ نفر جمعیت دارد.